# Cesonia classica
Cesonia classica är en spindelart som beskrevs av Chamberlin 1924. Cesonia classica ingår i släktet Cesonia och familjen plattbuksspindlar. Inga underarter finns listade i Catalogue of Life.